# Premio Nacional de Poesía Yolanda Bedregal
El Premio Nacional de Poesía Yolanda Bedregal es parte de los Premios Nacionales de Literatura de Bolivia y es considerado como el mayor galardón en el género de poesía de este país.
El premio fue creado el año 2000 mediante resolución suprema N.º 220062 del gobierno de Bolivia, en homenaje a la poetisa y novelista Yolanda Bedregal, con el objetivo de reconocer y promocionar la actividad literaria en el género de poesía en Bolivia. 
Es otorgado anualmente por el Ministerio de Culturas y Turismo de Bolivia, junto al Gobierno Autónomo Departamental de La Paz, la Familia Conitzer Bedregal y Plural editores. El premio tiene un reconocimiento económico, una medalla de oro, un diploma de honor y la publicación del poemario ganador. Pueden postularse personas de nacionalidad boliviana, mayores de edad, residentes en el Bolivia o en el extranjero con obras inéditas y no haber sido premiadas ni mencionada en otros certámenes.
En el año 2018, 62 obras fueron presentadas para su evaluación.

## Galardonados
| Año  | Poeta                   | Pseudónimo         | Poemario                   | Obras presentadas |
| ---- | ----------------------- | ------------------ | -------------------------- | ----------------- |
| 2001 | Jorge Campero           |                    | Musa en Jeans Descoloridos |                   |
| 2002 | Jorge Campero           |                    | Jaguar Azul                |                   |
| 2003 | José Terán Cabero       |                    | Murciélago boca abajo      |                   |
| 2004 | Miguel Ángel Aranda     |                    | Licantropía                |                   |
| 2005 | Camila Urioste          |                    | Diario de Alicia           |                   |
| 2006 | Benjamín Chávez         |                    | Pequeña librería de viejo  |                   |
| 2007 | Mónica Velásquez Guzmán | Malva              | Hija de Medea              | 72                |
| 2008 | Christian Vera          | Dashiell Hammett   | Ciudad Trilce              | 80                |
| 2010 | Jorge Alejandro Suárez  |                    | El espéculo                |                   |
| 2012 | Declarado desierto      | Declarado desierto | Declarado desierto         | 47                |
| 2013 | Vadik Barrón            |                    | El arte de la fuga         |                   |
| 2017 | César Antezana Lima     |                    | Masochistics               | 50                |
| 2018 | Anuar Elías Pérez       |                    | Simulacro de Mudanza       | 62                |
| 2019 | Paola Senseve           |                    | Codex Corpus               |                   |